# Kołpaszewo
Kołpaszewo (ros. Колпашево) – miasto w obwodzie tomskim, w Rosji, położone nad rzeką Ob.
Wioska Kołpaszewo istniała od XVII wieku. Prawa miejskie uzyskała w 1938. W XVII i XVIII w. wiodła tędy droga rosyjskich poselstw do Chin i espedycji Beringa na Kamczatkę.
Od 2013 r. miasto jest siedzibą eparchii kołpaszewskiej.
W mieście rozwinął się przemysł spożywczy oraz stoczniowy.